# Carlos Marín Menchero
Carlos Marín Menchero   (Rüsselsheim, 13 d'octubre de 1968 - Manchester Royal Infirmary, 19 de desembre de 2021) fou un cantant líric i mànager alemany-espanyol, amb un registre vocal de tenor baríton. Fou component del quartet vocal internacional de crossover de música clàssica Il Divo.

## Biografia
Nascut en Rüsselsheim, Alemanya Occidental, criat a Mörfelden-Walldorf (Hesse, Alemanya), però educat a Madrid des dels 12 anys, de pares espanyols. Parlava espanyol, anglès i francès. Es declarava fan de Tom Jones, Elvis Presley i Queen. La seva alçada era d'1,78 metres. Va estudiar cant amb Alfredo Kraus, Montserrat Caballé i Jaume Aragall.

### Vida privada
Carlos va contreure matrimoni amb la cantant Geraldine Larrosa, coneguda artísticament com a Innocence, el juliol de 2006 després de 13 anys de festeig. Les noces van tenir lloc a Disneyland, Carlos li va proposar matrimoni només un dia abans que se celebrés les noces, inspirades en el conte de la Ventafocs, la preparació de les quals havia portat en secret. Es van divorciar el febrer de 2009. Carlos era productor d'Innocence a més de ser amic i padrí de la seva filla, anomenada Scarlett, fruit de la seva relació actual amb l'actor, ballarí i pintor Sergio Arce, qui també treballa amb Innocence en el seu cos de ball flamenc.
Morí de COVID-19 el 19 de desembre de 2021, després de passar deu dies ingressat en un hospital de Manchester.

## Trajectòria musical

### Nen prodigi
A vuit anys, aquest prodigi vocal va llançar el seu primer àlbum produït per Pierre Kartner. El disc, titulat El petit Caruso, que contenia cançons com O Sole Mio i Granada, arribant a cantar aquesta última davant una audiència de 700 persones amb tan sols vuit anys. A deu anys va llançar el seu segon disc titulat Mijn Lieve Mama (La meva benvolguda mamà). Aquest començament musical li va portar a estudiar piano i solfeig.

### Solista
Amb 20 anys era una estrella de la cançó espanyola, apareixent en nombrosos programes de televisió i conreant diferents estils musicals amb excel·lents crítiques. Es va fer un nom en la indústria musical i lírica participant en diversos concursos com a cantant: el «Jacinto Guerrero» on va guanyar el primer lloc, «Francisco Alonso» i «Julián Gayarre» el 1996, on va guanyar el segon lloc com a millor cantant masculí, entre d'altres.

### Òpera, musicals i sarsuela
El 1993 va actuar com a Marius al musical Els miserables de Victor Hugo (Teatro Nuevo Apolo - Madrid), a La bella i la bèstia, en la qual va sofrir un accident en el qual es va trencar una cama, Grease on va interpretar el paper de Vince Fontaine, a El Diluvio Que Viene i com a suplent de José Sacristán en El hombre de la Mancha. També va col·laborar en la producció de la Magia de Broadway i Peter Pan a l'escenari i al CD, en aquest últim va compartir també les tasques de Productor i Director musical al costat d'Alberto Quintero.
Va cantar la versió espanyola de la pel·lícula d'animació Malson abans de Nadal de Tim Burton i també va ser la veu cantada del príncep de la versió espanyola de La Ventafocs de Disney, realitzada l'any 2000. En els últims anys fou aclamat com a primer baríton en diverses òperes, incloent-hi La traviata, El barber de Sevilla, La Bohème, Lucia di Lammermoor i Madama Butterfly. Algunes de les seves actuacions estan disponibles en CD, com la de Don Giglio en La capricciosa corretta o la versió de Damut de Marina.
Marín també va interpretar sarsuela. Ha participat en les sarsueles dels Jardins de Sabatini (Madrid), punt de trobada dels amants de la música a l'estiu, i en els jardins del Palau Real de Madrid. Alguna de les seves actuacions es poden trobar en DVD, com La Gran Via, La revoltosa, on fa el paper de Felipe i La verbena de la Paloma on actua de Julián.

### Productor i director musical
Al començament del 2007 va començar a combinar Il Divo amb la seva faceta com a productor i director musical de la cantant Innocence (Geraldine Larrosa).
El 2011, mentre Il Divo estava de vacances, Marín va aprofitar per fer una sèrie de concerts per Espanya amb la gira Carlos Marín d'IL DIVO, en concert juntament amb Innocence, aconseguint ple absolut durant les seves quatre úniques actuacions al Teatre Compac Gran Via de Madrid.

### Il Divo

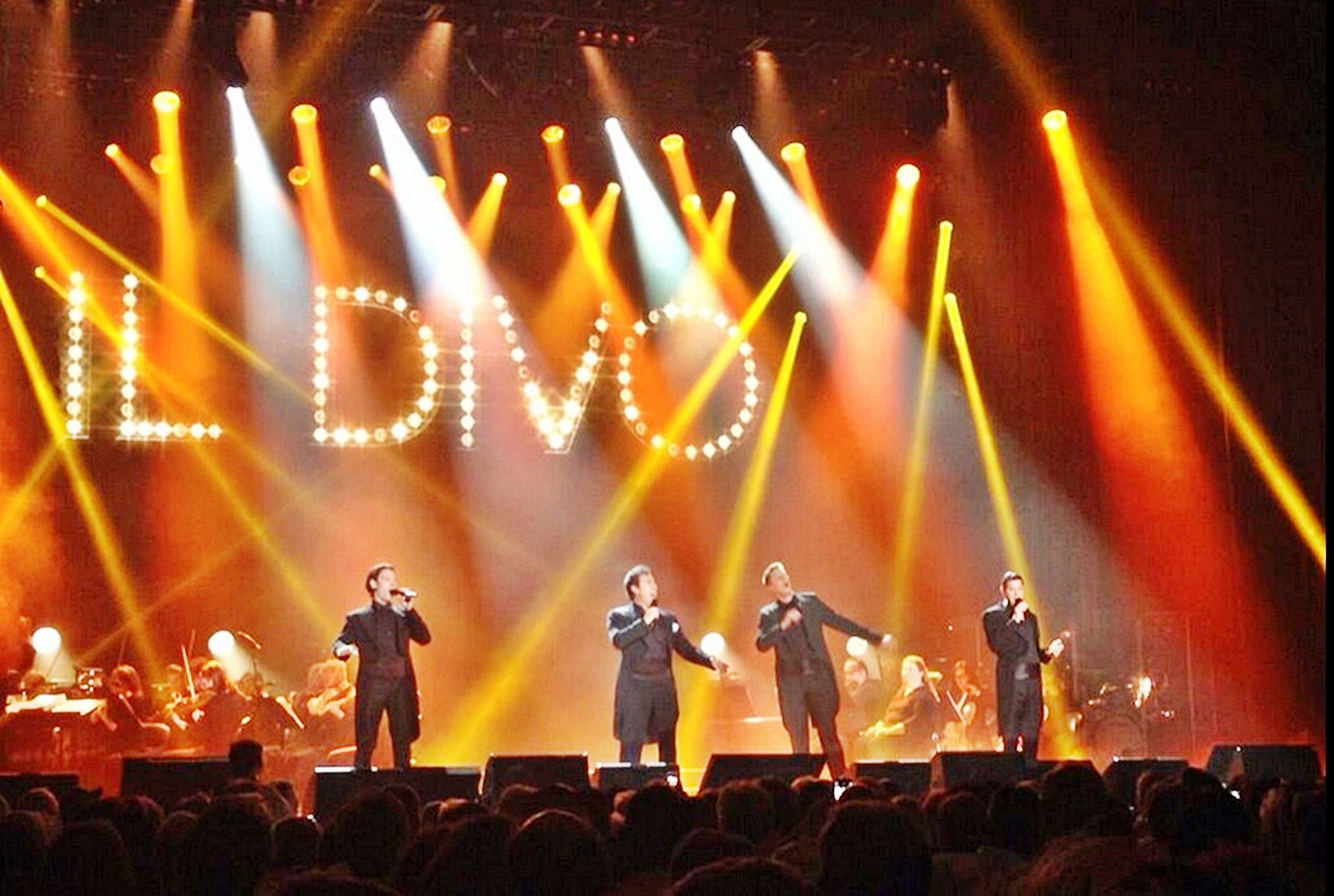
Il Divo.

Il Divo és un grup musical que conjunta la lírica i la música culta amb el pop i altres gèneres musicals; l'estil denominat a nivell internacional com crossover clàssic.
El grup està comprès per un quartet vocal de cantants masculins: el tenor suís Urs Bühler, el baríton alemany-espanyol Carlos Marín, el tenor estatunidenc David Miller i el francès Sébastien Izambard.
Des del seu origen, el grup ha gaudit d'un gran beneplàcit a nivell mundial, venent fins a la data de 2015, més de 28 milions de còpies en discos a tot el món i conquerint més de 160 discos d'or i platí a 35 països instaurant una revolució en la música clàssica ia tot el panorama musical, legitimant un nou estil musical, l'anomenat Òpera-Pop o Pópera dins del gènere de crossover clàssic.
En honor de la bona música, a l'esforç i al talent; en 2011 li van atorgar el premi al «Artist of the Decade» (Millor artista de la dècada) en els premis Classic Brit Awards celebrats al Royal Albert Hall de Londres i entre d'altres, el 2015 el «Premi Clàssic PPL» en els premis Silver Clef Award.
El grup ha esdevingut una referència internacional, ja que el 2005 va arribar a ser en el primer grup de crossover clàssic en la història a aconseguir el primer lloc en la llista de Billboard 200 nord-americà. A Amèrica van aconseguir amb el seu àlbum debut «Il Divo», ser el primer grup britànic que ha entrat en el núm # 1 de les llistes i amb «The Promise» van aconseguir batre el rècord de vendes en la primera setmana. Els quatre primers discos, «Il Divo», «Ancora», «Siempre» i «The Promise» van aconseguir 50 posicions núm. # 1 en les llistes d'àlbums a nivell internacional. A Espanya, el grup també forma part de les majors vendes que han cantat en espanyol. El 2006 van ser registrats en el Llibre Guinness dels Rècords com el projecte internacional de pop de més èxit comercial de la història, aquest mateix any van entrar a la llista dels discos més venuts al món, amb 5.000.000 d'exemplars en tan sols el 2006. En els escenaris de tot el món també van recol·lectar gran èxit, ja que van vendre més de dos milions d'entrades de concerts tan sols dels seus quatre primers discos i en la seva primera gira mundial les entrades es van esgotar en 69 ciutats de 18 països.
El grup va ser projectat i associat l'any 2003 pel productor musical Simon Cowell per a la discogràfica Syco Music. Cowell, va batejar el grup com «Il Divo», una paraula italiana que significa "artista diví". El quartet destaca per la seva barreja musical d'òpera (lírica i música culta) amb temes de diferents gèneres com la música llatina, musicals, boleros, folklore, música sacra, i per la interpretació de cançons emblemàtiques com «Regresa a mí», primer single del grup; «Senza catene» reescrita i versionada pel grup en italià de l'original «Unchained Melody»; «Avemaria» de Franz Schubert; «Adagio d'Albinoni»; «Memory», «Don't cry for me Argentina»; «Con te partirò»; «My Way»; «I Will Always Love You» o les oscaritzades bandes sonores: «Over The Rainbow»; «If You Love Me»; «Falling Slowly»; «Can You Feel the Love Tonight» o «My Heart Will Go On», o els temes originals com «Come Primavera», «Isabel», «Angelina», «La Vida Sin Amor», «La Promessa» o «Mama».

## Obres

### Musicals
- Els Miserables
- La Bella i la Bèstia
- Grease
- El Diluvi Que Ve
- L'home de La Manxa
- La Màgia de Broadway
- Peter Pa

### Òpera
- La Traviata
- El barber de Sevilla
- La bohème
- Madama Butterfly
- Lucía de Lammermoor
- La capricciosa corretta
- Marina

### Sarsuela
- La Revoltosa

### Productor/Director
- Peter Pa
- La revetlla de la Coloma

## Discografia

### Solista
- 1976: El petit Caruso
- 1978: Mijn Lieve Mama (La meva benvolguda mamà)